# Konkursmasse
Die Konkursmasse stellt das bei der Eröffnung eines Konkurses vorhandene Vermögen des Zahlungsunfähigen dar. Der Begriff findet nur noch im schweizerischen Schuldbetreibungs- und Konkursrecht Verwendung, in Deutschland ist er veraltet.

## Schweiz
Die Konkursmasse bezeichnet im schweizerischen Recht die Gesamtheit der noch vorhandenen (pfändbaren)
Werte eines Gemeinschuldners, die bei einem Konkurs desselben dazu dient, die Forderungen der Gläubiger anteilig zu befriedigen. Wie die Konkursmasse zugeteilt wird, also welcher Gläubiger in welcher Höhe bedient wird, bestimmt die Konkursverwaltung. Diese vertritt die Konkursmasse auch vor Gericht (Art. 240 SchKG).
Die Zusammensetzung der Konkursmasse folgt insbesondere den Vorschriften von Art. 197 ff. SchKG. Die Konkursmasse lässt sich insbesondere in räumlicher, zeitlicher und sachlich-persönlicher Hinsicht abgrenzen.

## Deutschland
Früher war der Begriff der Konkursmasse auch im deutschen Recht gebräuchlich. Mit Inkrafttreten der Insolvenzordnung (InsO) am 1. Januar 1999 wurde jedoch die Konkursordnung von 1877 abgelöst. Nunmehr ist in § 35 InsO von der Insolvenzmasse die Rede. Im Gegensatz zur Insolvenzmasse, die auch jenes Vermögen erfasst, das während des Insolvenzverfahrens erlangt wird, betraf die Konkursmasse nur jenes Vermögen, das im Zeitpunkt der Konkurseröffnung dem Schuldner gehörte.